# 15-й отдельный горно-штурмовой батальон (Украина)
15-й отдельный горно-штурмовой Севастопольский батальон (укр. 15-й окремий гірсько-штурмовий Севастопольський батальйон, сокр. 15 ОГШБ, в/ч А1778) — подразделение горной пехоты Украины в составе 128-й отдельной горно-штурмовой бригады сухопутных войск вооружённых сил Украины. Является первым в украинской армии отдельным горно-пехотным батальоном.

## История

### Создание батальона
После распада СССР 327-й гвардейский мотострелковый полк в составе 128-й дивизии перешёл под юрисдикцию Украины.

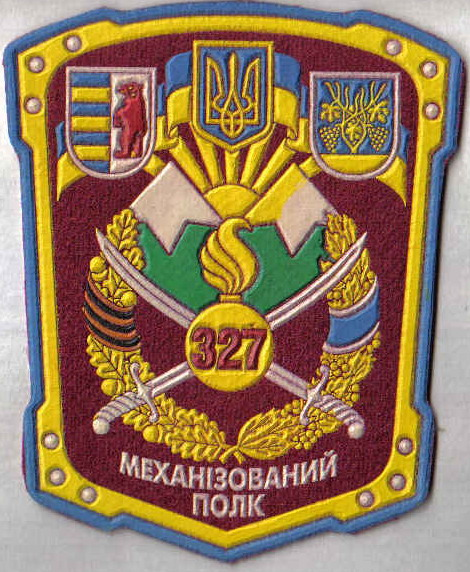
Нарукавный знак полка до 2004 года

В 2004 году в рамках реформирования Вооружённых сил Украины полк был переформирован в 15 отдельный горно-пехотный батальон. Он долгое время являлся единственным подразделением ВСУ, предназначенным для ведения боевых действий в горной местности.
Тренировки батальона проходят на 234-м Ужгородском общевойсковом полигоне (село Ореховица), построенном в 1982 году для горно-пехотной подготовки подразделений, направлявшихся в Афганистан.

### Российско-украинская война
Во время российско-украинской войны военнослужащие батальона принимали непосредственное участие в боевых действиях на передовой с марта 2014. В его состав набирали добровольцев-контрактников, они проходили подготовку, получив всю необходимую амуницию, были направлены на блокпосты в Сумскую область, а затем — в район боевых действий под относительно спокойное село Спиваковка, проверяли проезжий транспорт и документы. Впоследствии поступила команда передислоцироваться в посёлок Металлист — северная окраина Луганска.
19 июня 2014 появилась информация, что бойцы батальона нанесли существенные потери вооружённому формированию ЛНР «Заря», чьё руководство признало, что от последнего осталось не более 26 человек.
По состоянию на 18 ноября 2015 года формирование числилось как 15 отдельный гвардейский горно-пехотный Севастопольский ордена Богдана Хмельницкого батальон. Однако в ходе общевойсковой реформы из названия были исключены все советские награды. Уже после батальон получил новое название как 15-й отдельный гвардейский горно-пехотный Севастопольский батальон.
22 августа 2016 года в рамках тех же реформ из названия формирования было исключено гвардейское наименование.
С 24 февраля 2022 года участвует в боевых действиях во время вторжения России на Украину.

## Потери
По состоянию на декабрь 2017 года, батальон потерял 36 бойцов погибшими.